# 池田篤彦
池田 篤彦（いけだ あつひこ、1957年12月12日 - ）は、日本の財務官僚。東海財務局長や、近畿財務局長や、原子力損害賠償・廃炉等支援機構理事、東京国税局長等を歴任した。

## 人物・経歴
栄光学園高等学校を経て、1980年東京大学法学部第3類（政治コース）卒業、大蔵省入省。理財局国有財産総括課。1984年7月 大蔵省大臣官房調査企画課調査係長。1985年7月名古屋国税局掛川税務署長。1986年7月名古屋国税局総務部総務課長。1988年 大蔵省国際金融局総務課長補佐（企画）。1989年 大蔵省国際金融局金融業務課長補佐（銀行一）。1991年6月大蔵省理財局資金第二課長補佐（運用一・三）。2005年財務省理財局財政投融資総括課長。2007年財務省大臣官房総合政策課長。2008年福岡国税局長。2009年国税庁調査査察部長。2010年財務省理財局次長。2011年東海財務局長。2012年から近畿財務局長を務め、大福信用金庫、大阪市信用金庫、大阪東信用金庫の統合にあたるなどした。2013年原子力損害賠償・廃炉等支援機構理事。2015年東京国税局長。2016年あいおいニッセイ同和損害保険株式会社顧問。2017年から日本郵政株式会社専務執行役監査部門担当を務め、2020年に飯塚厚と入れ替わるかたちで退任した。

## 編著
- 『図説 日本の財政（平成20年度版）』東洋経済新報社 2008年